# Loi no 2 du Conseil de contrôle allié
Lire en ligne

Kontrollratsgesetz Nr. 2

Lois du Troisième Reich
Par la loi no 2 sur la dissolution et liquidation des organisations nazies ((de) Kontrollratsgesetz Nr. 2 Auflösung und Liquidierung der Naziorganisationen), promulguée par le Conseil de contrôle allié le 10 octobre 1945,  le Parti national-socialiste des travailleurs allemands, ses branches, ses associations affiliées et les organisations qui en dépendent, y compris les organisations paramilitaires et toutes les autres institutions nazies qui avaient été créées par le parti en tant qu'instruments de son pouvoir, sont abolis et déclarés illégaux. La reformation de l'une de ces organisations, sous le même nom ou sous un nom différent, est interdite.
Dans le même temps, la totalité des biens des organisations dissoutes telles que les biens immobiliers, les aménagements, les fonds, les comptes, les archives et les fichiers sont confisqués.

## Organisations dissoutes
La loi contient en annexe une liste de 62 organisations dissoutes :
1. Parti national-socialiste des travailleurs allemands
2. Chancellerie du NSDAP
3. Chancellerie du Führer
4. Auslandsorganisation (de)
5. Association pour le germanisme à l'étranger
6. Hauptamt Volksdeutsche Mittelstelle
7. Commission officielle d'examen du parti pour la protection de la littérature national-socialiste (de)
8. Chef de l'organisation du Reich du NSDAP
9. Trésorier du Reich du NSDAP
10. Bureau Rosenberg
11. Reichspropagandaleiter der NSDAP
12. Reichsleiter für die Presse (de) et Zentralverlag der NSDAP (Eher Verlag) (de)
13. Reichspressechef der NSDAP
14. Reichsamt für Agrarpolitik (de)
15. Hauptamt für Volksgesundheit
16. Hauptamt für Erzieher
17. Hauptamt für Kommunalpolitik
18. Hauptamt für Beamte
19. Beauftragter der NSDAP für alle Volkstumsfragen
20. Rassenpolitisches Amt
21. Bureau de recherche généalogique du Reich (de)[1]
22. Office de politique coloniale du NSDAP (de)
23. Office des Affaires étrangères du NSDAP
24. Groupe parlementaire du NSDAP au Reichstag
25. Reichsfrauenführung
26. Ligue nationale-socialiste allemande des médecins[2]
27. Hauptamt für Technik in der NSDAP (de)
28. NS-Bund Deutscher Technik (de)
29. NS-Lehrerbund
30. Reichsbund der Deutschen Beamten
31. Ligue coloniale du Reich
32. NS-Frauenschaft
33. NS-Reichsbund Deutscher Schwestern
34. Deutsches Frauenwerk
35. Reichsstudentenführung (de)
36. NSD-Studentenbund
37. Association des étudiants allemands (de)
38. Association nationale-socialiste des enseignants allemands (de)[3]
39. NS-Rechtswahrerbund
40. NS-Altherrenbund der Deutschen Studenten (de)
41. Reichsbund der Kinderreichen (de)
42. Deutsche Arbeitsfront
43. Fédération nationale-socialiste pour l'éducation physique
44. Kyffhäuserbund (de)
45. Chambre de la culture du Reich
46. Deutscher Gemeindetag (de)
47. Geheime Staatspolizei
48. Deutsche Jägerschaft
49. Conseil consultatif sur la politique démographique et raciale
50. Comité du Reich pour la protection du sang allemand (de)
51. Winterhilfswerk
52. Hauptamt für Kriegsopfer
53. NSKOV
54. Sturmabteilung (SA)
55. Schutzstaffel (SS), y compris les Waffen-SS, le Sicherheitsdienst et tous les bureaux qui exercent à la fois le commandement de la police et des SS
56. Nationalsozialistisches Kraftfahrkorps
57. Nationalsozialistisches Fliegerkorps
58. Jeunesses hitlériennes
59. Reichsarbeitsdienst
60. Organisation Todt
61. Technische Nothilfe
62. Secours populaire national-socialiste
63. Reichsgruppe der öffentlich bestellten Vermessungsingenieure
64. Bund Deutscher Mädel

## Répartition des biens confisqués
La distribution des biens confisqués est régie par une directive du Conseil de contrôle (art. II de la loi no 2).
La Directive du contrôle allié no 50 du 29 avril 1947 réglemente la cession des actifs des organisations concernées.
Les biens susceptibles d'être détruits en tant que matériel de guerre sont détruits, les biens destinés à des fins de réparation et les biens destinés à des fins d'occupation sont utilisés à ces fins.
En outre, les biens doivent être restitués au gouvernement concerné, tels que ceux qui sont soumis à la détermination par l'Autorité de contrôle alliée de la Wiedergutmachungspolitik, ainsi que les biens appartenant aux victimes de la persécution nazie. La Loi no 59 sur le gouvernement militaire (de) régit également la « restitution de biens identifiables aux victimes de la répression nazie » dans les zones d'occupation américaine (1947) et britannique (1949).
La liquidation des actifs des compagnies d'assurance affiliées au Deutsche Arbeitsfront est spécifiquement réglementée par la loi no 57 du Conseil de contrôle du 30 août 1947.
Les biens personnels confisqués aux nazis principalement coupables ou incriminés sur la base des dispositions de la loi no 10 du Conseil de contrôle ou d'autres dispositions adoptées conformément à la directive no 38 du Conseil de contrôle à titre d'expiation en cas de condamnation pénale ou dans le cas d'une procédure en chambre d'arbitrage, sont redistribués conformément à la directive du Conseil de Contrôle no 57 du 15 janvier 1948.

## Législation après la fin de l'occupation
La loi no 2 est remplacée en République fédérale d'Allemagne par la loi no 16 de la Haute commission alliée du 16 décembre 1949 et en République démocratique allemande par la résolution du Conseil des ministres de l'URSS du 20 septembre 1955.
La directive no 50 est devenue largement inefficace en République fédérale d'Allemagne avec la loi régissant les responsabilités des institutions nationales-socialistes et les relations juridiques avec leurs actifs (NSVerbG) du 17 mars 1965.
La loi interdisant le NSDAP en Autriche, votée par le gouvernement provisoire autrichien le 8 mai 1945, est toujours en vigueur.